# Dantarik
A dantarik a Csillagok háborúja elképzelt univerzumának egyik értelmes népe, akik a Dantuin nevű bolygón élnek.

## Leírásuk
A dantarik erős bőrrel rendelkező emberszerű élőlények. Technológiailag eléggé fejletlenek, és amikor a Galaktikus Birodalom rövid időre megszállta a bolygót, a dantarikat lenyűgözte a katonák kinézete és fegyverzete; istenszerűeknek képzelték el a birodalmi rohamosztagosokat. Annyira elkápráztatta őket a látvány, hogy magukra tetováltatnak AT-AT terepjáró harci járműveket, a rohamosztagok sisakjait és aki valóban elszánt, az egész testére egy rohamosztagos páncélzatát festeti. A különélő családok egymástól függetlenül intézik üzleti ügyeiket. Ipari fejlődésük meglehetősen jelentéktelen.

## Megjelenésük a filmekben
Amikor Wilhuff Tarkin Leia Organa hercegnőt vallatja a lázadók bázisát illetően (az „Egy új remény” című filmben), ő félrevezetésként a Dantuin bolygót nevezi meg. Emiatt kerülnek a rohamosztagosok a bolygóra.

## Megnevezett dantarik
- Maga – férfi; gyógyító
- Tuber – férfi; egy öreg dantari

## Fordítás
- Ez a szócikk részben vagy egészben  a   List of Star Wars species (A–E) című angol Wikipédia-szócikk ezen változatának fordításán alapul.  Az eredeti cikk szerkesztőit annak laptörténete sorolja fel. Ez a jelzés csupán a megfogalmazás eredetét és a szerzői jogokat jelzi, nem szolgál a cikkben szereplő információk forrásmegjelöléseként.